# Howard Scott Gentry
Pour les articles homonymes, voir Gentry (homonymie).
Howard Scott Gentry (né le 10 décembre 1903 à Temecula (Californie), mort le 1er avril 1993  à Tucson) est un botaniste américain spécialiste des agaves.

## Biographie
Gentry travaille pour l'United States Department of Agriculture (l'équivalent du ministère de l'agriculture) et, à partir de 1971, il est chercheur au Desert Botanical Garden de Phoenix (Arizona). L'Huntington Botanical Gardens de San Marino en Californie assure la conservation de nombreuses espèces qu'il a découvertes.
Son étude de 1942 sur les plantes de la région de Río Mayo au nord-ouest de Mexico est devenue une référence.
Les recherches de Gentry ne se limitent pas aux aspects purement botaniques, il s'intéresse également à l'ethnobotanique et il complète toujours ses descriptions de plantes par des informations sur leurs utilisations par les peuples autochtones des Amériques.

## Travaux
- Río Mayo Plants of Sonora-Chihuahua (1942).
- The Agave Family of Sonora (1972).
- The Agaves of Baja California (1978)
- Agaves of Continental North America (1982)